# 小行星2573
小行星2573（2573 Hannu Olavi）是一颗围绕太阳公转的小行星。1953年3月10日，海基·阿利科斯基在图尔库发现了此天体。
該小行星以阿利科斯基的兒子漢努·奧拉維（Hannu Olavi）命名。
这颗小行星的绝对星等为148.83440等。